# キャスパー・ミルクトースト
キャスパー・ミルクトースト(Caspar Milquetoast)は、H・T・ウェブスターの漫画シリーズ『ティミッド・ソウル』(The Timid Soul)に登場するキャラクターである。ウェブスターは、キャスパー・ミルクトーストを「穏やかに話し、大きな棒で殴られる男」と表現した。このキャラクターの名前は、ミルクトースト(milk toast)という食パンを牛乳に浸した食べ物に由来している。軽くて消化しやすいミルクトーストは、胃腸が弱い人や神経質な人に適した食べ物であり、これをキャラクターの性格とかけている。

## 歴史
ウェブスターは1912年から『ニューヨーク・トリビューン』紙に、"Our Boyhood Ambitions"、"Life's Darkest Moment"、"The Unseen Audience"などの漫画を掲載していた。ウェブスターは1924年に『ニューヨーク・ワールド』紙に移り、1925年頃から弱虫のキャスパー・ミルクトーストを主人公にした『ティミッド・ソウル』の連載を始めた。ミルクトーストは、"The Man in the Brown Derby"もしくはエグバート・スミア(Egbert Smear)という別のキャラクターのデザインから生まれたものである。このキャラクターは、漫画に「臆病さ」という新しい時代をもたらしたと言われている。
1927年、重度の関節炎により利き手の右手が使えなくなったウェブスターは、3か月で漫画を左手で描けるように訓練した。1931年に『ニューヨーク・ワールド』紙は廃刊となったが、同年、サイモン&シュスター社から『ティミッド・ソウル』の復刻版が出版された。その後、ウェブスターは『ニューヨーク・トリビューン』紙に戻り、『ティミッド・ソウル』のサンデーストリップを立ち上げ、週替わりで様々な特集を組んだ。キャスパー・ミルクトーストは日曜版と月曜版に登場した。また、このキャラクターは、本や映画、ラジオ番組、ボードビルなど様々な媒体にも登場した。ウェブスターは、1952年に亡くなるまで、このキャラクターの登場する配信漫画を制作し続け、ウェブスターの死後は、アシスタントのハーブ・ロスがさらに1年間執筆を続けた。
1945年11月、ウェブスターは『タイム』誌の表紙を飾った。その特集記事には次のように書かれていた。「何百万人ものアメリカ人が、トム・ソーヤーやアンドリュー・ジャクソンを知るのと同じくらい、ジョージ・F・バビットを知るのと同じくらい、ミスター・ミコーバーやドン・キホーテのような世界的なキャラクターを知るのと同じくらい、キャスパー・ミルクトーストのことを知っている。実際、彼らは自分の弱点を知るのと同じくらい、彼を知っているのだ」

## 実写化
1949年6月22日、デュモン・テレビジョン・ネットワークは、テレビドラマシリーズ『プログラム・プレイハウス』の第1回で『ティミッド・ソウル』を放映した。キャスパー・ミルクトーストはアーネスト・トルエックスが演じたが、その映像は現存しない。

## 受容
ウェブスターのキャラクターが人気を博したことから、アメリカでは"milquetoast"という言葉が「弱くて効果のない」という意味で一般的に使われるようになった。この言葉が人に対して使われる場合、一般的には、異常に柔和で、淡々としていて、従順な性格で、簡単に見過ごされたり、見捨てられたりし、また、過敏で敏感で、優柔不断で、臆病者のように見える人を指す。"milquetoast"という言葉は、ほとんどのアメリカ英語の辞書には掲載されているが、他の英語の辞書にはほぼ掲載されていない。